# Dag (bouwkunde)

horizontale doorsnede kozijn met
1: steendagmaat, 2: kozijndagmaat en 3: dagmaat glasopening
A: dag of dagzijde van het kozijn, B: dag van de glasopening en C: dag van het metselwerk.

De dag, ook dagkant, dagzijde of negge is het binnenvlak van het materiaal dat een opening omsluit.
De afmeting van de dag, de binnenwerkse maat of de afstand tussen de dagkanten, heet dagmaat. De dagmaat is bij een (enkele) deur, de vrije doorgang gemeten tussen de kozijnstijlen of anders gezegd: de deurbreedte minus tweemaal de sponningdiepte.
In de dag betekent aan de binnenzijde van de opening. Op de dag betekent over de opening heen. Deze terminologie wordt vooral gebruikt bij het aanbrengen van zonwering als jaloezieën en rolgordijnen. 

## Bouwbesluit 2012
Het Nederlandse Bouwbesluit 2012 stelt voor de nieuwbouw van woningen en andere gebouwen eisen aan de vrije doorgang en vrije hoogte van kozijnen.

## Negge
De negge is in tegenstelling tot de dag uitsluitend dat deel dat nog zichtbaar is in het geval er iets voor is geplaatst. Bijvoorbeeld de negge van het metselwerk is dat deel van het metselwerk in de dag dat voor het kozijn zichtbaar is. De neggemaat is dus de diepte van het kozijn in het metselwerk en wordt gemeten vanaf kozijn naar voren tot de voorzijde van het metselwerk. De neggemaat kan in principe nul zijn.

## Buitenkozijn
Als men over een diepe negge spreekt, betekent dit dat het kozijn sterk terugliggend is ten opzichte van het buitengevelvlak.
In de architectuur kan men met de negge de schaduw- en dieptewerking van een gevel beïnvloeden. Aan de hand van de diepte van de negge kan het gewenste gevelbeeld verkregen worden. 